# Більське городище
Бі́льське городи́ще — городище скіфського часу (кінець VIII-початок III століть до нашої ери), розташоване на височині в межиріччі річки Ворскли та правої притоки Псла річки Суха Грунь в районі села Більськ Полтавського району Полтавської області та села Куземин Охтирського району Сумської області.
Городище складається з трьох укріплених поселень (Куземинське, Західне Більське і Східне Більське укріплення), об'єднаних однією фортечною стіною (Велике Більське городище). Загальна площа городища 4400 га. Для порівняння площа Вавилону — 900 га, він майже в 5 разів менший. Довжина валів — 33 833 метрів. Низкою дослідників ототожнюється з літописним містом Гелоном, який згадує у своїх творах давньогрецький історик Геродот. Є центром Ворсклинської групи пам'яток скіфського часу.

## Історія дослідження
Перші свідчення про існування земляних укріплень на території с. Більськ відносяться до XVI—XVIII століть. Так, на укладеній Бопланом в середині XVII століття мапі України було точно вказане розташування давнього городища біля с. Більськ. У цей час на території городища та прилеглого могильника почалися численні грабіжницькі розкопки, а укріплені земляні насипи активно використовувалися для видобутку селітри, що призводило до їх часткового руйнування.
Вперше конкретні відомості про укріплення та про знахідки на території Більського городища наводить вітчизняний вчений-етнограф Опанас Шафонський, який на підставі особистих спостережень повідомляє про те, що біля с. Більськ рос. «имеется две земляные древние крепости, городищами называемые» і рос. «земляная линия», яка з'єднує їх. Дослідник зробив заміри укріплень і виявив наконечники стріл та списів на території Західного укріплення. Шафонський спробував з'ясувати, коли і ким були побудовані земляні укріплення, але дійшов лише до висновку, що рос. «всё покрыто тьмою древности». Деякі дані про Більське городище під 1857 роком повідомляє Архієпископ Філарет (Д. Г. Гумілевський), який у своїй праці називає Західне і Східне укріплення, а також вал Великого городища, але, на відміну від Шафонського, не розглядає їх як єдиний комплекс оборонних споруд.
Пізніше Олексій Бобринський проводить спеціальні археологічні розвідки на території городища. За матеріалами розвідки він опублікував статтю, в якій було дано докладний опис зовнішнього вигляду Західного укріплення і опубліковано схематичний план. Бобринським згадуються вали Великого городища, але Більським він називає тільки Західне укріплення (Східне укріплення він розглядав як окреме городище). Бобринський був першим з дослідників, хто звернув увагу на існування скіфського шару на городищі.
Схематичні плани Більського городища публікував також і Василь Ляскоронський, якому ще не було відомо Куземинське укріплення, а вали Великого Більського городища він помилково сприймав як частину Змієвих валів.
Перші археологічні розкопки на пам'ятці були проведені 1906 року Василем Городцовим, який досліджував окремі ділянки Західного укріплення і Великого городища а також 22 кургани в околицях пам'ятки. В ході розвідок дослідником було встановлено, що Більське городище є складним оборонним комплексом, який складається з трьох укріплень, об'єднаних валами Великого городища.
Від 1954 року систематичні дослідження пам'ятки веде експедиція Харківського університету на чолі з Борисом Шрамком. У розкопках 1958—1960 років брала участь експедиція Московського університету на чолі з Борисом Граковим. У 1968 році на Західному укріпленні Більського городища працювала експедиція Донецького університету під керівництвом Алли Моруженко.
1987 року експедицію Харківського університету очолила Ірина Шрамко. Паралельно з нею в 1992—2006 роках на Більському городищі працювала спільна українсько-німецька експедиція на чолі з В'ячеславом Мурзіним (1992—2002), Є. В. Черненком (2003—2004), С. В. Махортих (2005—2006) та професором Гамбурзького університету Р. Ролле. У цей час стаціонарні розкопки на Більському городищі проводить Скіфська експедиція Харківського національного університету під керівництвом Ірини Шрамко.
19 травня 2005 року було створено Історико-культурний заповідник «Більськ».

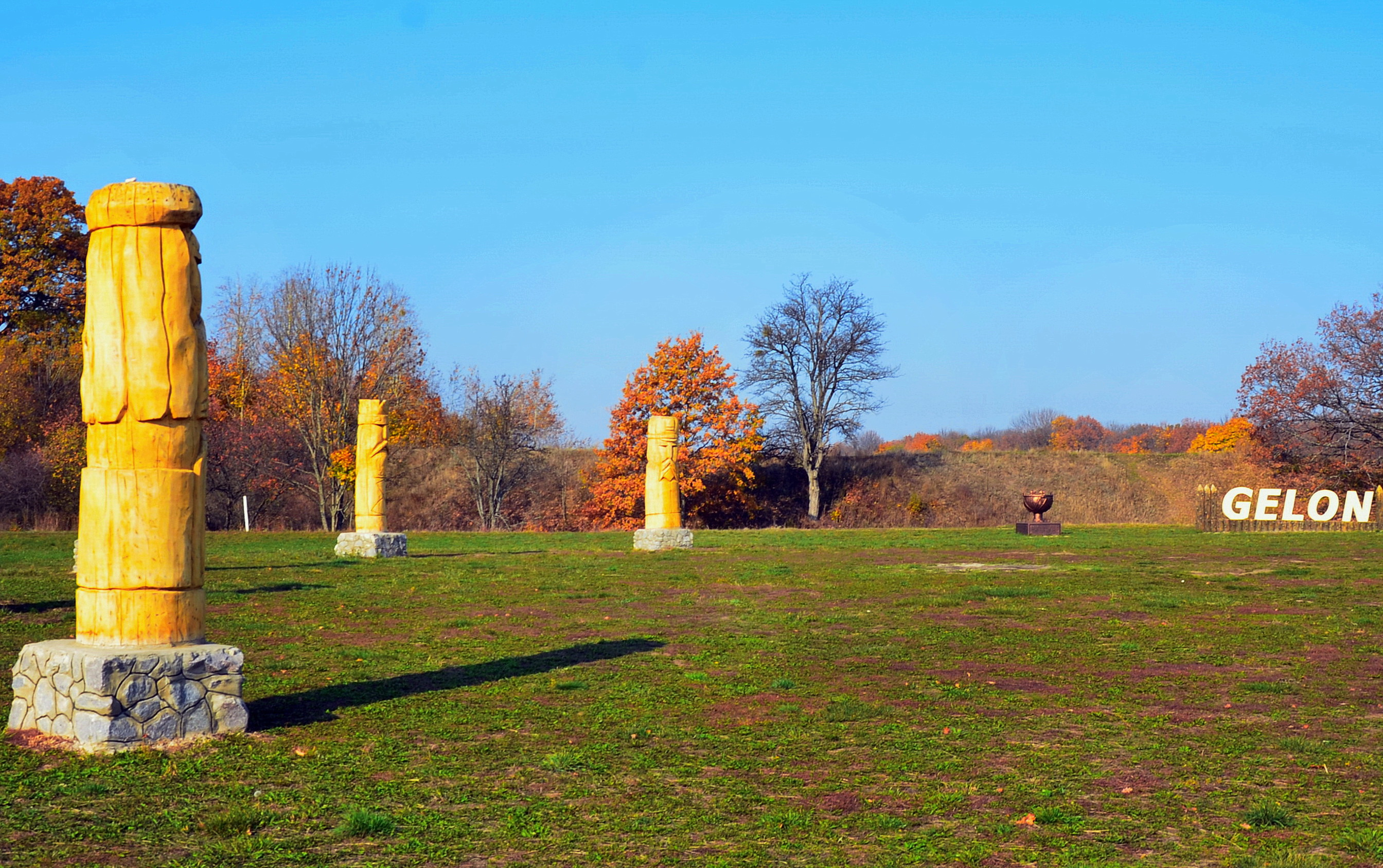
Більське городище відкриває свої таємниці

## Загальна характеристика пам'ятки

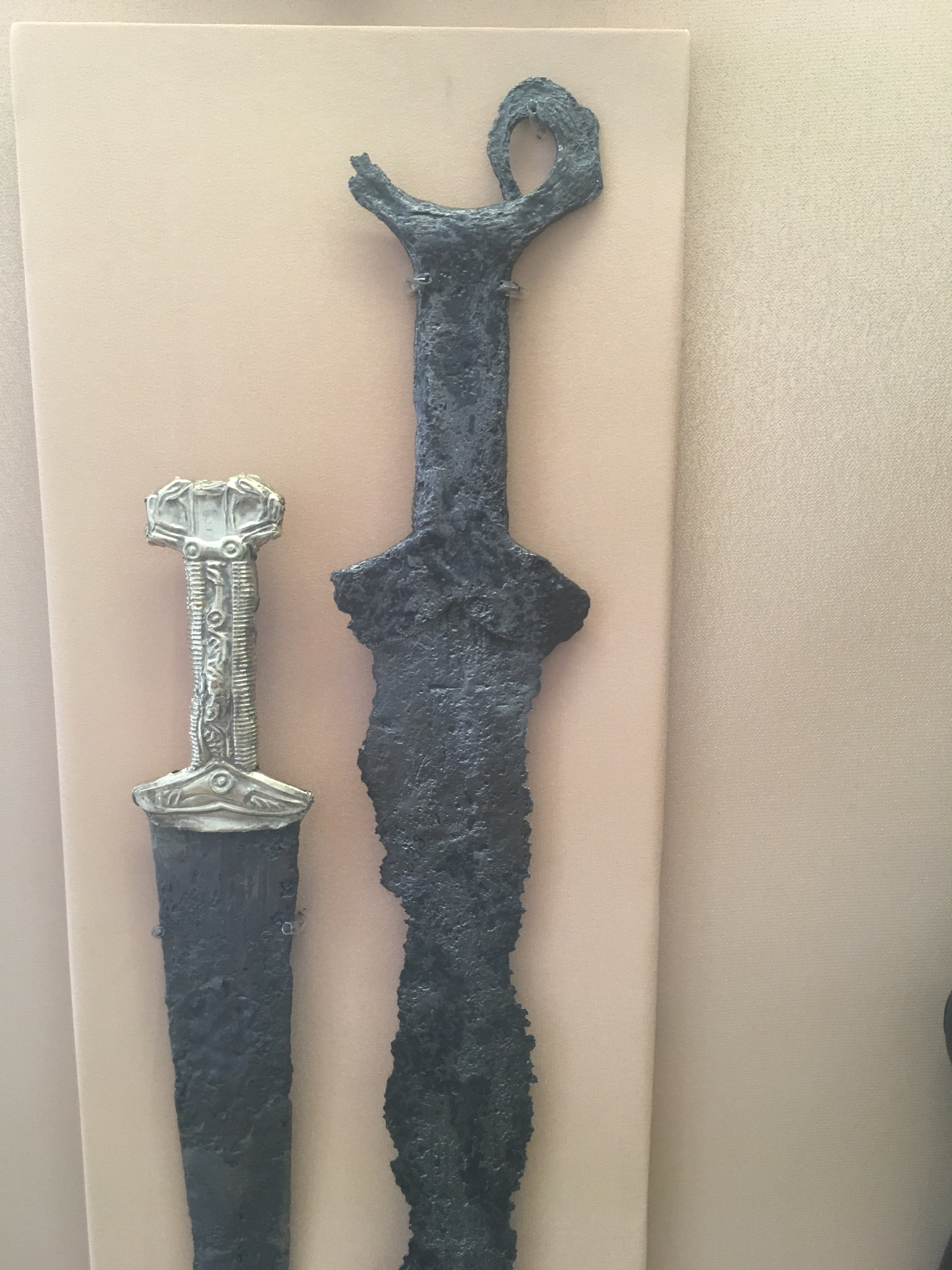
Залізний скіфський меч з золотим руків'ям з Більського городища (V—IV ст. до н. е.), експонат Національного музею історії України (Київ)

За плануванням Більське городище — типове мисове укріплене поселення і являє собою єдиний комплекс скіфського часу (кінець VIII—початок III століть до нашої ери), що складається з трьох укріплених поселень (Куземенське, Західне Більське і Східне Більське укріплення), об'єднаних однією фортечною стіною (Велике Більське городище). Розташоване Більське городище в центрі Східноєвропейського лісостепу на височини у межиріччі річок Ворскли та Сухої Груні на території села Більськ Котелевського району Полтавської області. Городище є найбільшим укріпленням скіфського часу у Східній Європі. Загальна площа Більського городища становить 4400 гектар. Довжина валів — 33833 метра.
Найдавніші культурні нашарування на території Великого Більського городища належать до зрубної спільноти та бондарихинської культури бронзової доби. У VIII—VII столітті до нашої ери в межах Більського городища з'являються перші скіфські пам'ятки. Вже у VII—VI столітті до нашої ери споруджуються два первинні укріплення — Західне, на правому березі Сухої Груні, та Східне, на правому березі Ворскли, які пізніше були об'єднані оборонними спорудами Великого Більського городища. Пізніше у V столітті до нашої ери було добудоване Куземинське укріплення. Всі частини Більського городища були захищені потужними дерево-земляними оборонними спорудами, що складалися з глибоких ровів та високих валів, які вінчали дерев'яні стіни за баштами. Загальна довжина оборонних споруд Західного укріплення складає — 3270 м, Східного — 3870 м, Куземінського — 898 м, Великого Більського укріплення — 25995 м.

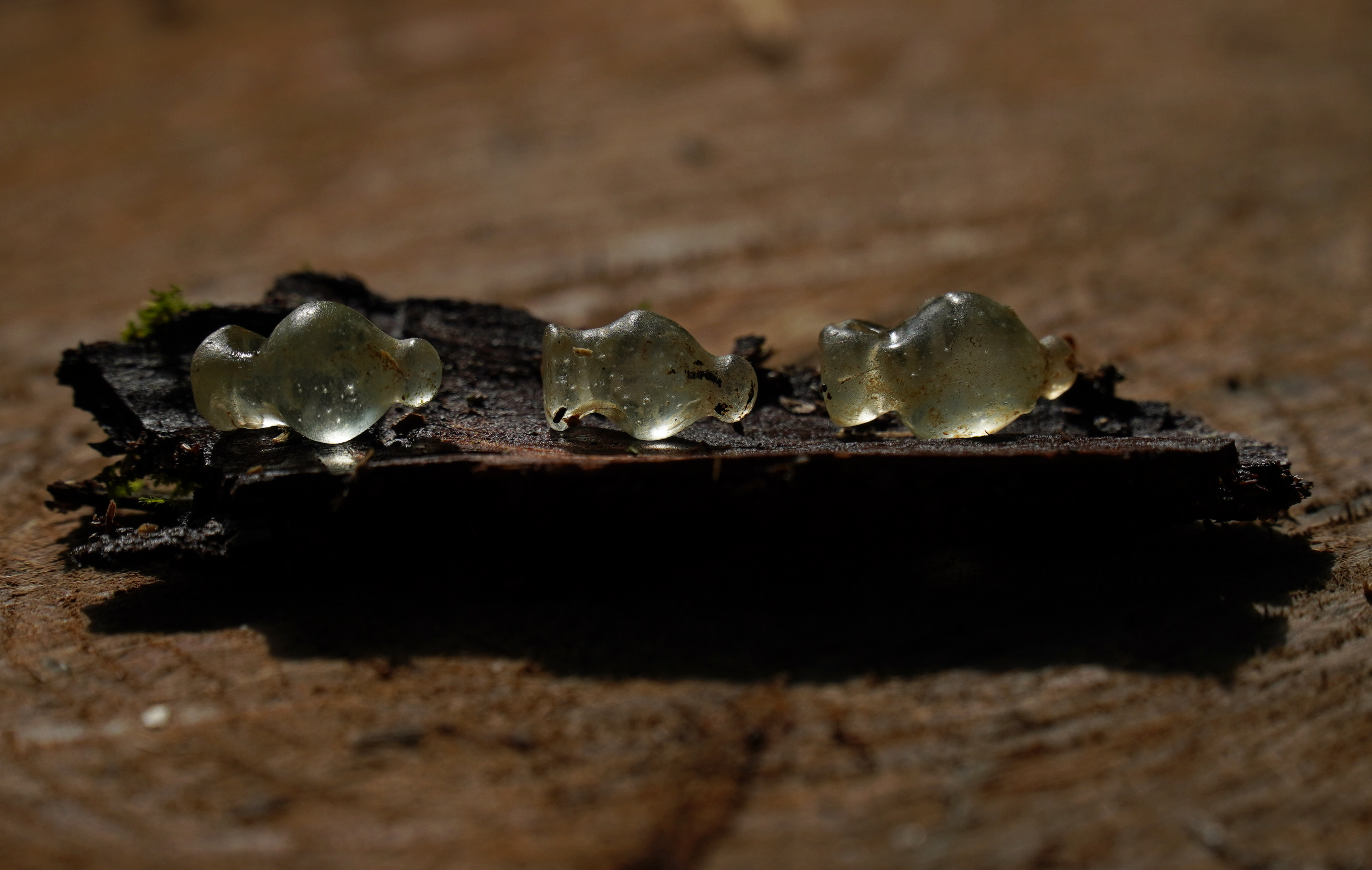
Амфороподібні скляні підвіски (Більська археологічна експедиція ІА НАНУ 2021 р.)

Більське городище було значним політичним та культурним центром скіфського часу, яке було заселено різноетнічним населенням — будинами, гелонами, неврами і, напевне, що іншими етнічними утвореннями. Під час розкопок на пам'ятці було виявлено та досліджено залишки напівземлянок та наземних жител, різноманітні присадибні споруди господарського призначення — льохи, ями-зерносховища, овини, погрібки, сушарні та ін., рештки майстерень ремісників — ковалів, бронзоливарників, ювелірів, гончарів, косторізів тощо. На Східному укріпленні відмічаються певні планувальні засади розміщення садиб та наявність двоповерхових дерев'яних споруд. Є залишки жертовників та храмів, в одному з яких, можливо проводилися й певні астрономічні спостереження. На городищі виявлені також численні знахідки керамічної пластики — антропоморфних, зооморфних та орнітоморфних статуеток. Інші мотивні предмети свідчать про існування у середовищі місцевого населення землеробських культів родючості.
Населення Більського городища існувало за рахунок ведення землеробства, городництва, скотарства, мисливства, різноманітних ремесел та домашніх промислів, торгівлі.
Торгові зв'язки місцевого населення були досить інтенсивними та широкомасштабними. Вигідне географічне розташування городища дозволяло використовувати розгалужену систему річкових та суходільних шляхів. Основний річковий шлях вів від пристані біля Куземинського укріплення по Ворсклі до Дніпра, далі — до грецького міста Ольвії на узбережжі Дніпро-Бузького лиману. Суходільний — через брід на Ворсклі — прямував до стародавнього Муравського шляху, що йшов степами до Криму, де було кілька давньогрецьких міст. Важливе значення мали й шляхи та їхні відгалуження вздовж плато правого корінного берега Ворскли до Переволочинської переправи та межиріччям Псла і Сули — Ромоданівський шлях, що з'єднували південно-західний та західний торгові напрямки зносин з правобережними лісостеповими сусідами через Кременчуцьку та Градизьку переправи. Численні знахідки імпортних виробів на городищі і особливо античного розписного посуду, амфорної тари, скляних виробів свідчать про зв'язки з багатьма центрами античного світу.

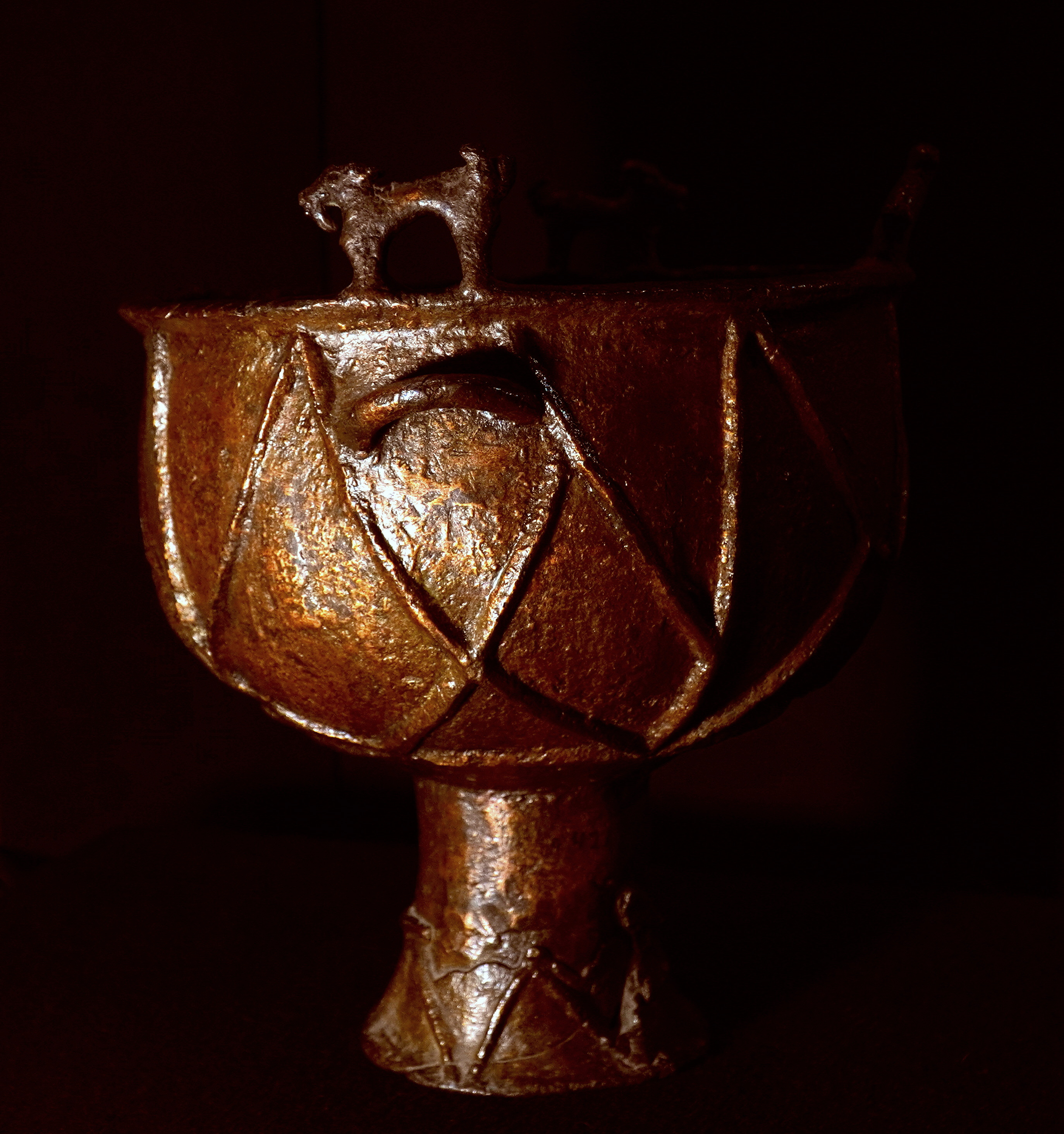
Бронзовий казан скіфського часу з Більського городища

На шляху свого історичного розвитку, на думку ряду дослідників, Більське городище з центру союзу племен перетворилося в міський центр, котрий ототожнюється зі згаданим Геродотом містом Гелоном. Основою його розвитку були ремесла та торгівля, але у ІІІ столітті до нашої ери на півдні Східної Європи відбуваються важливі політико-економічні зміни, викликані впливом кліматичних факторів, котрі порушили економічні та культурні зв'язки населення Більського городища і призвели до занепаду місцевого ремесла та торгівлі. Значно зменшилась врожайність сільськогосподарських угідь. Життя на городищі поступово згасає і воно завершує своє існування як значний центр.
У пізніший час на території городища існували невеликі селища київської, черняхівської, пеньківської культур. Відомі окремі одиничні знахідки салтівської та роменської культур, поодинокі печенізькі старожитності. На Східному укріпленні також існують сліди селища києво-руського часу, представлені уламками кружального посуду ХІІ—ХІІІ ст., наконечниками стріл, підководібною фібулою та шпорою. В межах Великого укріплення відомі культурні нашарування доби пізнього українського середньовіччя початку XVII ст. Вони пов'язані з розгортанням селітрового промислу і заселенням цієї території вихідцями з Правобережної України та козаками.